# Dorcadion blandulus
Dorcadion blandulus är en skalbaggsart som beskrevs av Holzschuh 1977. Dorcadion blandulus ingår i släktet Dorcadion och familjen långhorningar. Inga underarter finns listade i Catalogue of Life.